# Darla Crane
Darla Crane (Los Angeles, 21 maggio 1966) è un'attrice pornografica, regista e modella statunitense.

## Carriera
Darla Crane debutta nel mondo del porno nel 1990, all'età di circa ventiquattro anni, esordendo poi quattro anni dopo anche alla regia.
Nel corso della sua carriera ha lavorato con tutte le più importanti case di produzione hard tra cui Brazzers, Vivid Entertainment e Girlfriends Films; ha partecipato a scene di vari generi, in particolare lesbo, fetish e BDSM, divenendo poi anche una delle principali esponenti del genere MILF.
Oltre che come attrice e regista, è attiva anche come produttrice e fotografa; è inoltre apparsa in documentari come Panel Discussion nel 1997, Nightmoves nel 2005 e Mondo Bondo nel 2007.
Nel 2012 ha ottenuto la nomination come MILF of the Year agli AVN Awards mentre nel 2017 è stata inserita nella XRCO Hall of Fame.

## Riconoscimenti
- XRCO Award
  - 2017 – Hall of Fame[6]

## Filmografia parziale
- Titanic Tits (2009)
- Mother-Daughter Exchange Club 14 (2010)
- Mother-Daughter Exchange Club 15 (2010)
- Soldier (2010)
- Teacher 1 (2010)
- Mother-Daughter Exchange Club 20 (2011)
- Official Sons of Anarchy (2011)
- It's a Mommy Thing 6 (2012)
- Mother-Daughter Exchange Club 23 (2012)
- Titty Creampies 1 (2012)
- In the Closet (2013)
- Mother-Daughter Exchange Club 30 (2013)
- Lesbian Seductions: Older/Younger 49 (2014)
- Lesbian Adventures: Older Women, Younger Girls 5 (2014)
- Bad Lesbian 4: Older/Younger (2015)
- Mother-Daughter Exchange Club 45 (2016)
- Naughty Office 49 (2017)
- Everyone Wants Riley (2018)